# 本光寺 (佐野市)
本光寺（ほんこうじ）は、栃木県佐野市にある曹洞宗の寺院。

## 歴史
1502年（文亀2年）、佐野盛綱の開基である。盛綱は唐沢山城の城主であり、城の北にある青柳山麓に寺を創建した。以降、佐野氏の菩提寺となっている。1522年（大永2年）、当寺住職の象天宗磋は宮中に参内し後柏原天皇に拝謁、勅願寺の格式を得た。
1587年（天正15年）、佐野氏忠は、57貫文の寺領を与えている。1620年（元和6年）、佐野氏が改易されたこともあり、現在地に移転した。

## 交通アクセス
- 佐野駅より徒歩13分。